# 赤城敏正
赤城 敏正（あかぎ としまさ、1957年〈昭和32年〉9月3日 - ）は、元北海道放送（HBC）のアナウンサー。北海道函館市出身。北海道大学水産学部水産増殖学科卒業。血液型B型。

## 略歴
1981年4月HBC入社。卒業論文執筆のための実験でワカメの栽培中にサーモスタットが壊れたために実験をやり直したために就職活動も遅れ、就職試験の遅かった北海道放送を受験したら合格したというエピソードを持つ。本社アナウンス部に配属後、1982年8月に釧路放送局に異動して数々のローカル番組を担当し、1986年8月に本社アナウンス部へ異動（復帰）となり、その直後に、ナイターオフシーズン期の1986年10月から1987年3月まで放送されたラジオのリクエスト番組「赤城敏正 宵の口ワイド」を担当し好評を得たことから、1987年4月から1988年3月までの1年間にわたって「ベストテンほっかいどう」のパーソナリティを担当。以後、主にラジオを中心に活躍している。
テレビではナレーションを担当することが多く、顔を出して番組に出演するケースが（特に末期は）非常に少なかった。
HBCのアナウンス部長を務めていたが、2012年6月28日付で社長室広報部長兼コンプライアンス室経営管理部長に異動となった。。なお、アナウンサー時代に収録していた日曜深夜のラジオ放送におけるクロージングアナウンスの音源や一部のラジオCMは人事異動後も流れていた。
2017年10月頃にアナウンス部に復帰し、アナウンサー業へ復帰。

## 担当番組

### テレビ
- Hana*テレビ（影アナ3号）
- グルメTV たべれば北海道（2008年 -、ナレーション）
- ザ・ベストテン(北海道地区担当追っかけマン）
- 今日ドキッ!（2017年10月 - 、ニュースコーナーのナレーター）
- ドキュメンタリー「解放区」「罪と償い ～事件を裁いた先に～」[注釈 2]（2025年5月19日、TBSテレビ） - ナレーション

### ラジオ

#### 釧路放送局
- 釧路市民の時間（1982年8月 - 1986年8月）
- QLタイム釧路からこんにちは（1982年8月 - 1986年8月）
- まつだワイワイプレゼント（1982年8月 - 1986年8月）
- 十条ドッキリ生放送（1982年8月 - 1986年8月）
- 赤城敏正のLPランド（1982年8月 - 1986年8月）

#### 本社アナウンス部
- スーパーリクエストショー 〜赤城敏正 宵のくちワイド（1986年10月 - 1987年3月）
- ベストテンほっかいどう（1987年4月 - 1988年3月）
- AMワイド赤城くんと萬崎さん（1988年 - 1989年9月30日）
- 決定!全日本歌謡選抜 → TOYOTA SUPER COUNTDOWN 50
- おはよう!赤城敏正です（1994年10月 - 1998年3月）
- DONと赤城のおぢさんツインカム!（2007年4月 - 2012年6月）
- 山ちゃん美香の朝ドキッ!NG大賞!（2010年〜毎年6月下旬〜7月上旬・12月下旬） - ナレーター